# Determinismo psíquico
Determinismo psíquico é o princípio psicanalítico segundo o qual todos os eventos mentais são precedidos de eventos anteriores que os determinam, é a crença de que a mente funciona como uma máquina em que cada fase se encadeia à anterior e à posterior, com a precisão de um relógio. Sigmund Freud assim entendia o chamado aparelho psíquico porque era um cientista inserido no contexto do século XIX, que via o Universo como uma máquina de movimentos precisos e repetitivos; era a teoria geral do determinismo científico. 
No século XX, a introdução do princípio da probabilidade e da incerteza na física colocou o determinismo em xeque.